# Dorfkirche Frauenhorst

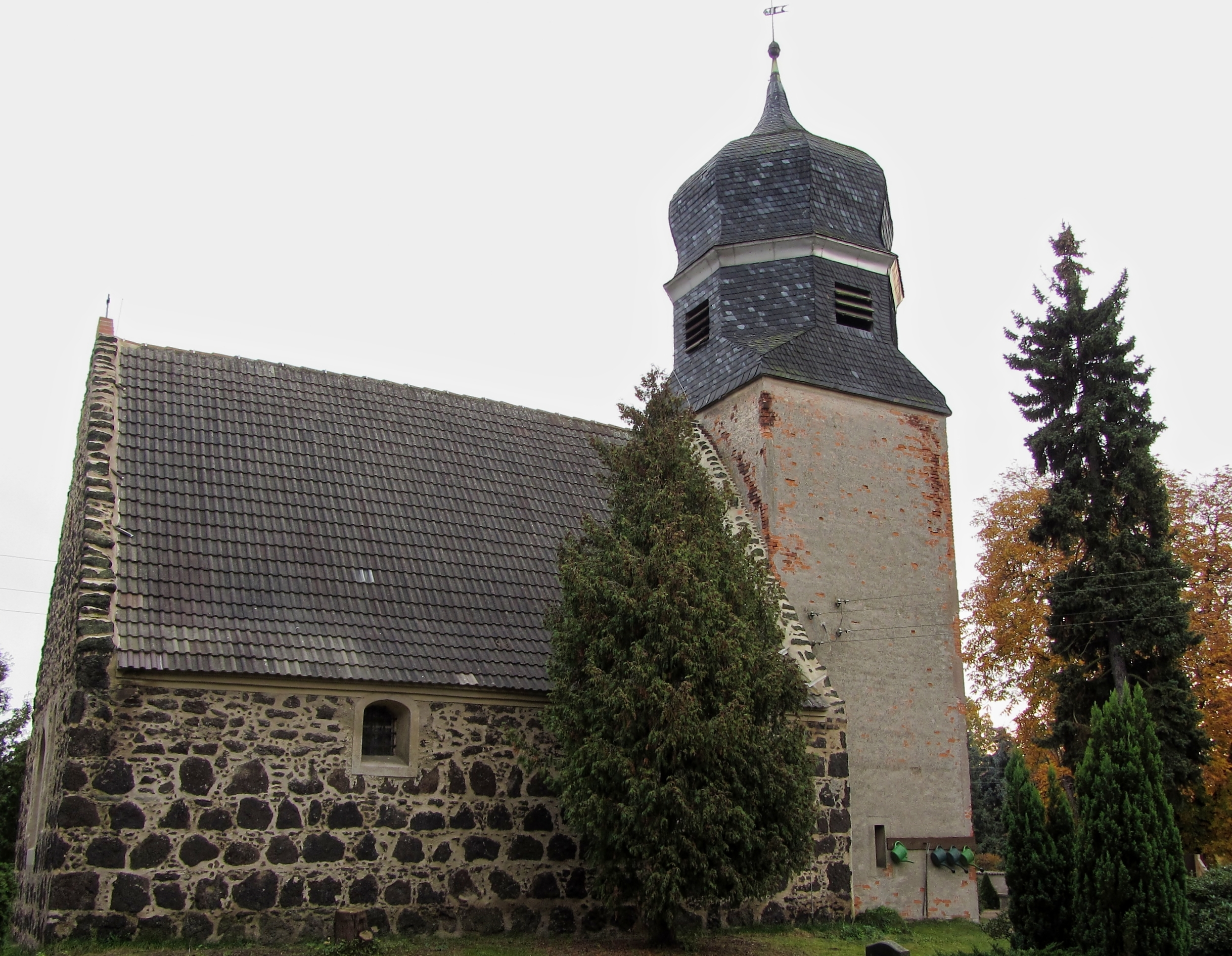
Die Frauenhorster Dorfkirche (2009)

Die evangelische Dorfkirche Frauenhorst ist ein unter Denkmalschutz stehendes Kirchengebäude im Gemeindeteil Frauenhorst in der Kreisstadt Herzberg (Elster) im südbrandenburgischen Landkreis Elbe-Elster. Sie ist als ortsbildprägendes Baudenkmal im örtlichen Denkmalverzeichnis unter der Erfassungsnummer 09135154 verzeichnet. Die Dorfkirche gehört zum Pfarrbereich Herzberg im Kirchenkreis Bad Liebenwerda der Evangelischen Kirche in Mitteldeutschland.

## Baubeschreibung und Geschichte
Bei der Frauenhorster Dorfkirche handelt es sich um einen aus Raseneisenstein bestehenden Saalbau mit geradem Ostschluss und Satteldach. Die Entstehung wird auf das 14. Jahrhundert datiert. Westlich des Kirchenschiffs befand sich ursprünglich ein hölzerner Glockenturm. Nachdem in den Jahren 1862 und 1900 bereits Restaurierungen am Gebäude stattgefunden hatten, folgte schließlich der Abriss des hölzernen Turms und es wurde in den Jahren von 1910 bis 1912 durch den aus Herzberg stammenden Maurermeister Arthur Otto ein eingezogener massiver Westturm als Ziegelbau errichtet, welcher ein oktogonales Glockengeschoss und eine schiefergedeckte Zwiebelhaube besitzt.
Das Innere der Kirche ist von einer flachen Holzbalkendecke, einem mit Sandsteinplatten ausgelegten Fußboden und von im Norden und Süden befindlichen Emporen geprägt. Zu den Ausstattungsgegenständen der Kirche zählen unter anderem ein aus dem 16. Jahrhundert stammendes Altarretabel und eine aus der zweiten Hälfte des 17. Jahrhunderts stammende Kanzel.
In der Kirche befindet sich heute des Weiteren eine im Jahre 1836 vom Delitzscher Orgelbauer J. C. F. Lochmann geschaffene Orgel. Diese Orgel verfügt über eine mechanische Schleiflade, ein Manual und 10 Register.
Weiters verfügt das Bauwerk über zwei Glocken, von denen die erste im Jahre 1884 in der Apoldaer Glockengießerei Gebrüder Ulrich geschaffen wurde. Bei der anderen Glocke handelt es sich um die einstige Kaxdorfer Schulglocke. Diese stammt aus der zweiten Hälfte des 19. Jahrhunderts.